# ألقوش
ألقوش (بالسريانية: ܐܠܩܘܫ) بلدة تقع في شمال العراق على بعد 40 إلى 50 كيلومتر شمال مدينة الموصل، وهي ناحية تابعة لمحافظة نينوى، تقع هذه البلدة على سلسلة جبلية تفصل محافظتي نينوى ودهوك.
سكان هذه البلدة هم من أتباع الكنيسة الكلدانية الكاثوليكية.

## التسمية
تعود تسميتها إلى أصول آرامية ، حيث تتكون من المقطعين «ألـ» بمعنى إله والمقطع «قوشتا» بمعنى الصَلاح. فتكون ألقوش (إله الصلاح).
كما وإنها قد تحمل أصول أكدية (ألقوستو) بمعنى «إله الصلاح»، «إله القوة».
و يُعتقد أن الاسم ألقوش قد يكون (إلو-قوشو) أو (إلو قشتو)، أو (أل قشتو) ويمكن رسم ارتباط مع رمز القرص المجنح آشور الذي يحمل «القوس»، وبالتالي يكون الأسم بمعنى «إله القوس»

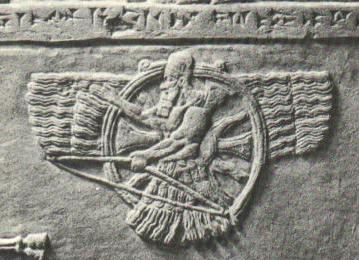
الإله آشور

في اللغة الآرامية لا يزال يشار إلى «قوس قزح» باسم «قشتا د 'ماران» بمعنى «قوس ربنا»

## جغرافية

### تضاريس
لألقوش بموقع جميل على تلال سفوح جبال ألقوش أو جبال باثيرا على ارتفاع أكثر من 2000 قدم فوق مستوى سطح البحر، وتكون محاطة بوادي إلى الجنوب حيث تزرع محاصيل مختلفة، ووادي آخر «كالي بهيندورايا» إلى الغرب الذي يمر عبره تيار مياه. وتوجد العديد من المعالم الطبيعية:
الكهوف:
1. cappa smoqa (الكهف الأحمر) : يدعى كهذا بسبب أحجاره الحمراء.
2. Cappa DeMaya (كهف المياه) : يقع على مشارف جبل القوش.
3. Cappa DeNetopa : يقع شمال الكهف الأحمر.
4. Showetha DeKanaoey (مضجع اللصوص) : أطلق عليها هذا اللقب بسبب كونها مكانًا للاختباء اللصوص وعصابات الطرق السريعة. خلال العهد الآشوري، كان هذا الكهف يضم معبدًا للإله الآشوري «القستو» الذي أخذت منه ألقوش اسمها.

## تاريخ القوش
ان تاريخ هذه البلدة يعود إلى ما قبل الميلاد، وهي مذكورة في الكتاب المقدس في أحد اسفر الانبياء الصغار هو النبي ناحوم، المعروف بناحوم الألقوشي، حتى ان قبر هذا النبي لايزال موجود إلى هذا اليوم هناك، ويعتبر من الأماكن المقدسة لليهود.
ان سكان هذه البلدة يعتنقون الديانة المسيحية، الطائفة الكاثوليكية الشرقية، يوجد على الجبل الذي بنيت عليه هذه البلدة دير قد بني ما قبل حوالي 1500 سنة أي في سنة 640 م، والمعروف بدير دير الربان هرمز (رَبن وُرمز)، كما توجد العديد من الكنائس والأماكن المسيحية المقدسة فيها.

## أديرة وكنائس ومزارات ألقوش
توجد العديد من الكنائس والمقامات المسيحية والأديرة في ألقوش نذكر منها:
- كنيسة مار قردخ
- دير السيدة العذراء حافظة الزروع «دير سيدة ألقوش»
- كنيسة مار كوركيس
- كنيسة مار ميخا
- دير الربان هرمز
- مزار مار سادونا
- مزار مار يوحنن
- مزار مار شُمعُن
- مزار مار يوسب
- مزار مارت شموني
- قبر النبي ناحوم

## ألقوش اليوم
كانت كنيسة ألقوش خورنه تابعه إلى أبرشية الموصل، ومطران الموصل أو البطريرك كان يدير شؤونها الدينية حتى تاريخ 19_ 3_ 1961 حيث أصبح مثلّث الرحمة المطران أبلحد صنا مطرانا لأبرشية ألقوش المستحدثة، وبذا يكون المطران صنا أول مطران لألقوش بعد المطران مار ميخا النوهدري، وأبرشية ألقوش تشمل: (خورنة ألقوش وعين سفني وجمبور وشرفية وتللسقف وباطنايا وباقوفا) واليوم يرعى أبرشية ألقوش المطران مار ميخا مقدسي.
بعد عام 2007 - 2008 تمت عمليات إعمار كثيرة في ألقوش منها بناء مستشفى في وسط القوش وافتتاح أسواق وما إلى ذلك.
عدد سكان القوش الحاليين يبلغ حوالي 5000 - 7000 نسمة، حيث هاجر 5 اضعاف هذا العدد إلى خارج العراق خلال الاربعين السنة الماضية.
وأكثر المهاجرين توجهوا إلى الولايات المتحدة الأمريكية، كما توجد جاليات كبيرة أيضا في كندا وأستراليا، وفي السنوات الأخيرة بسبب صعوبة الوصول إلى الولايات المتحدة وكندا وأستراليا، توجهت اعداد كبيرة منهم إلى أوروبا، وبالاخص إلى السويد وألمانيا. وفي عام 2009-2011 توجه حوال 500 - 750 نسمة إلى كندا حيث كانوا مقيمين قبل ذلك في سوريا والأردن.